# Dragova
Dragova – wieś w Rumunii, w okręgu Neamț, w gminie Cândești. W 2011 roku liczyła 235 mieszkańców.